# Congregazione cassinese

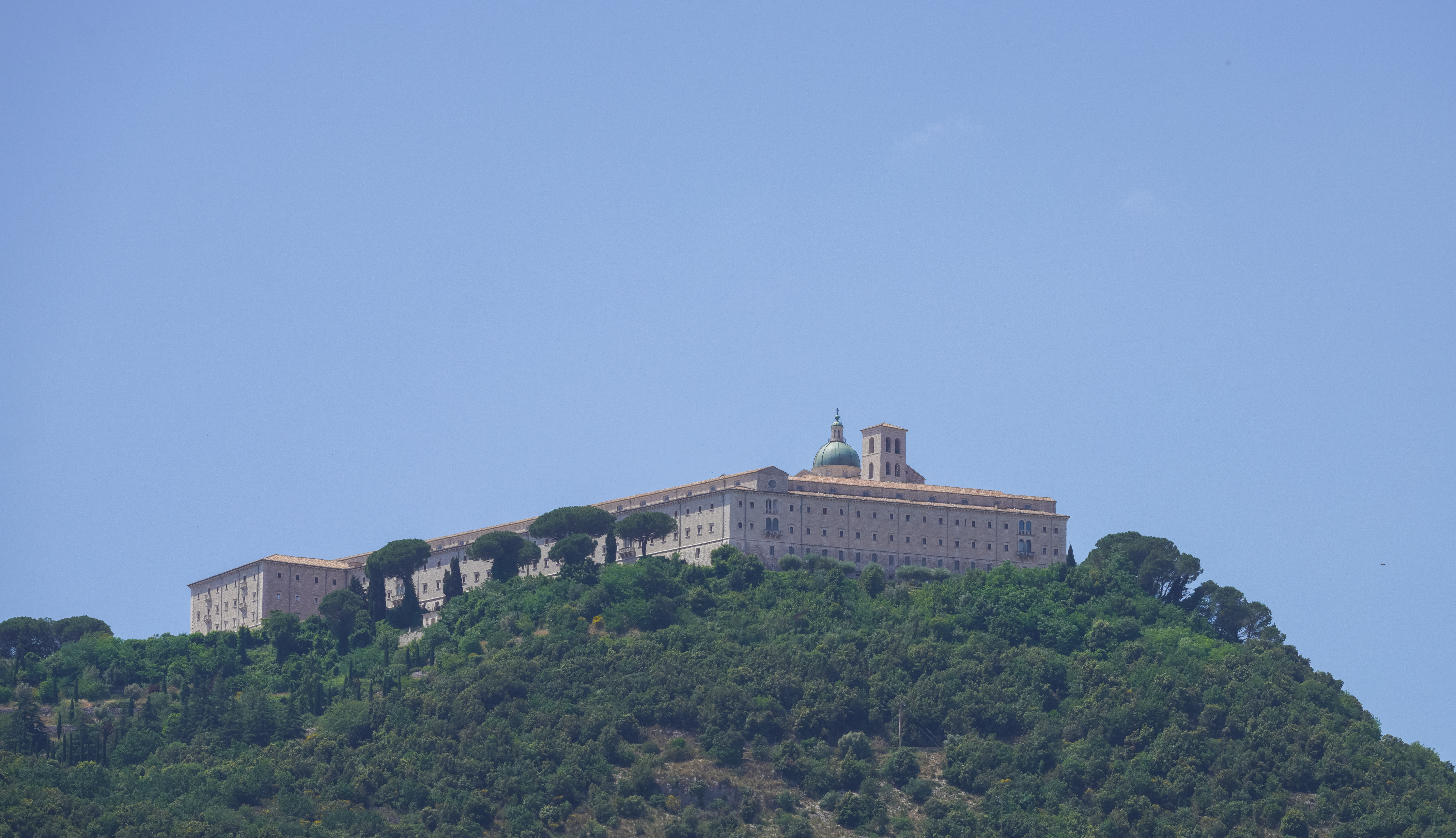
L'Arciabbazia di Montecassino

La Congregazione cassinese (in latino Congregatio Casinensis) era una delle congregazioni monastiche di diritto pontificio costituenti l'Ordine di San Benedetto.
Ebbe origine dalla riforma introdotta dall'abate Ludovico Barbo nell'abbazia di Santa Giustina in Padova e ha assunto il nome di "cassinese" nel 1504, con l'ingresso dell'abbazia di Montecassino nella congregazione.
Il 10 febbraio 2013 è stata unita insieme con la Congregazione sublacense nella Congregazione sublacense cassinese.

## Storia
Lo scisma d'Occidente e, soprattutto, l'uso di affidare in commenda i monasteri a laici ed ecclesiastici secolari avevano condotto i cenobi benedettini alla decadenza, sia per quanto riguarda la situazione economica che per quanto concerne la vita regolare. A partire dal Quattrocento il monachesimo benedettino fu animato da un anelito di rinnovamento che spinse i vari cenobi, fino ad allora viventi di vita autonoma, a federarsi in congregazioni e a vedere nell'unione l'unica garanzia di vita regolare durevole.

### Il fondatore
Le origini della congregazione risalgono alla riforma introdotta da Ludovico Barbo (1381-1443) nell'abbazia padovana di Santa Giustina: la sua opera riformatrice per la rinascita del monastero sarebbe servita da stimolo per il risorgimento spirituale e disciplinare del monachesimo benedettino in tutta Italia.
Di nobile famiglia veneziana, Barbo ricevette la tonsura e, sedicenne, ottenne in commenda il priorato di San Giorgio in Alga, con le cui rendite avrebbe dovuto mantenersi agli studi. Dopo una crisi di rinnovamento religioso, nel 1403 Barbo invitò a stabilirsi in San Giorgio in Alga una comunità di giovani ecclesiastici che già conduceva vita comune in San Niccolò del Lido: ne facevano parte anche Antonio Correr e Gabriele Condulmer, nipoti del futuro papa Gregorio XII, e Lorenzo Giustiniani.

### L'abbazia di Santa Giustina

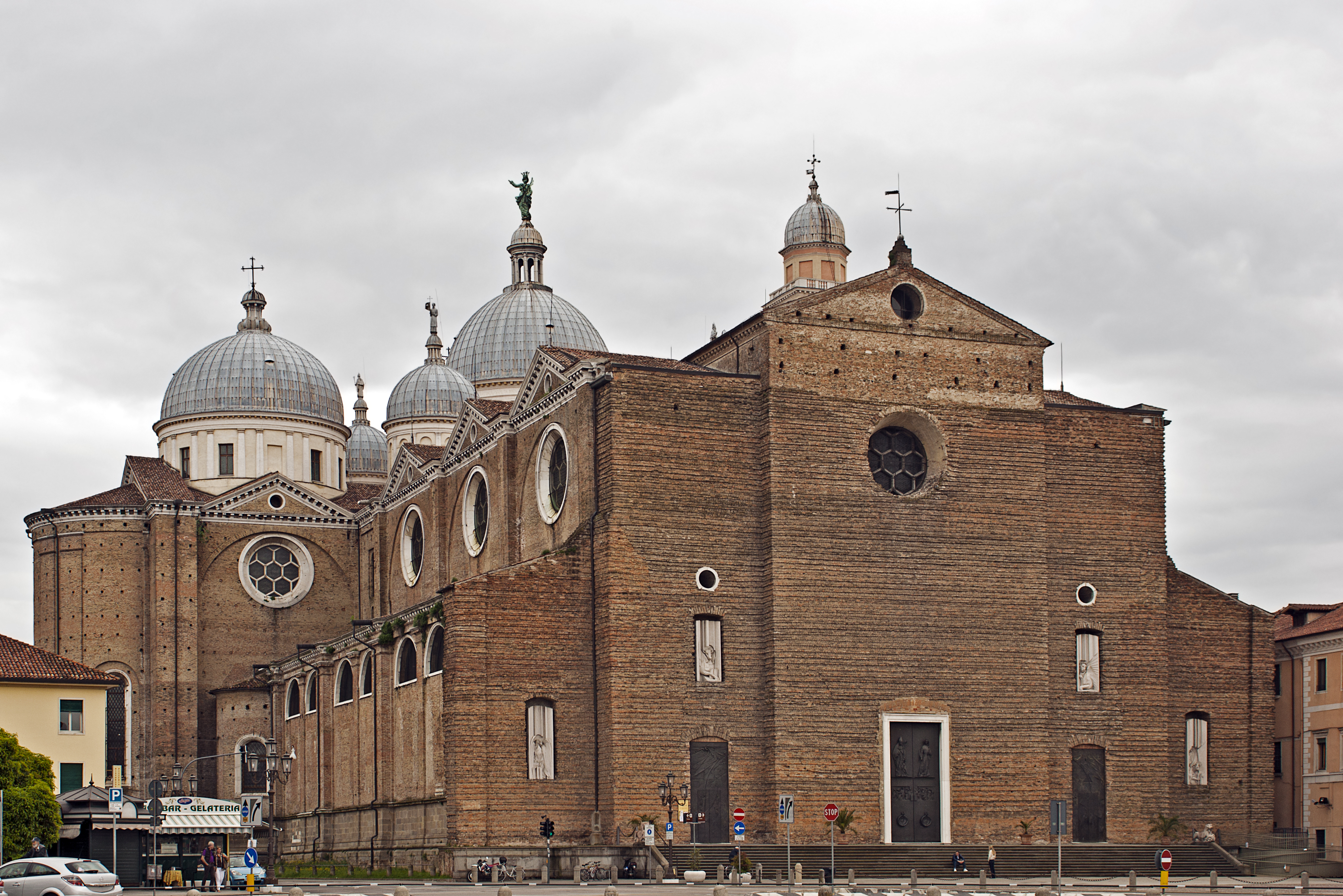
L'Abbazia di Santa Giustina a Padova

Morto l'abate commendatario Andrea da Carrara, papa Gregorio XII diede in commenda l'abbazia padovana di Santa Giustina a suo nipote Antonio Correr: nel 1408 Correr tentò di riportare l'abbazia all'osservanza regolare chiamandovi gli olivetani, ma l'opposizione dei tre monaci indigeni impedì loro di insediarsi.
Antonio Correr rinunciò allora alla commenda, assegnata da Gregorio XII a Ludovico Barbo.
Barbo professò secondo la regola benedettina e ricevette la benedizione abbaziale dal vescovo di Città di Castello, prendendo possesso di Santa Giustina il 16 febbraio 1409. Insieme ai tre benedettini indigeni, a due canonici di San Giorgio in Alga e a due monaci camaldolesi provenienti da San Michele in Murano, Barbo cominciò la nuova osservanza.
Dopo qualche difficoltà iniziale, a partire dal 1410 molti giovani iniziarono a chiedere di abbracciare la vita religiosa nel monastero, soprattutto studenti (italiani e stranieri) dell'università di Padova, attirati dalla fama di santità di Barbo e dal regime di vita stabilito nel cenobio.
Le numerose vocazioni fecero salire, nel 1418, a più di 200 il numero di monaci di Santa Giustina e portarono alla necessità di fare nuove fondazioni (San Fortunato sulla Brenta a Bassano, San Giacomo sull'Agriano presso Verona, Santo Spirito a Pavia, San Niccolò del Boschetto a Genova...), comunità in gran parte presto dissolte per la necessità di ripopolare e riformare antiche abbazie, spesso affidate a Barbo dai commendatari secolari (Santa Maria di Firenze, San Giorgio Maggiore a Venezia, Santi Felice e Fortunato di Ammiana).

### Nascita della congregazione
Barbo volle riunire tutti i monasteri riformati in una congregazione che, attraverso un forte governo centrale, garantisse la perseveranza dei monaci nella vita regolare e proteggesse le comunità dal pericolo di ogni ingerenza esterna; tutte le cariche sarebbero state temporanee (annuali), mettendo i monasteri al riparo dalla commenda. La congregazione, detta in origine de Unitate o "dell'osservanza di Santa Giustina", fu eretta da papa Martino V con la bolla Ineffabilis summi providentia Patris del 1º gennaio 1419.

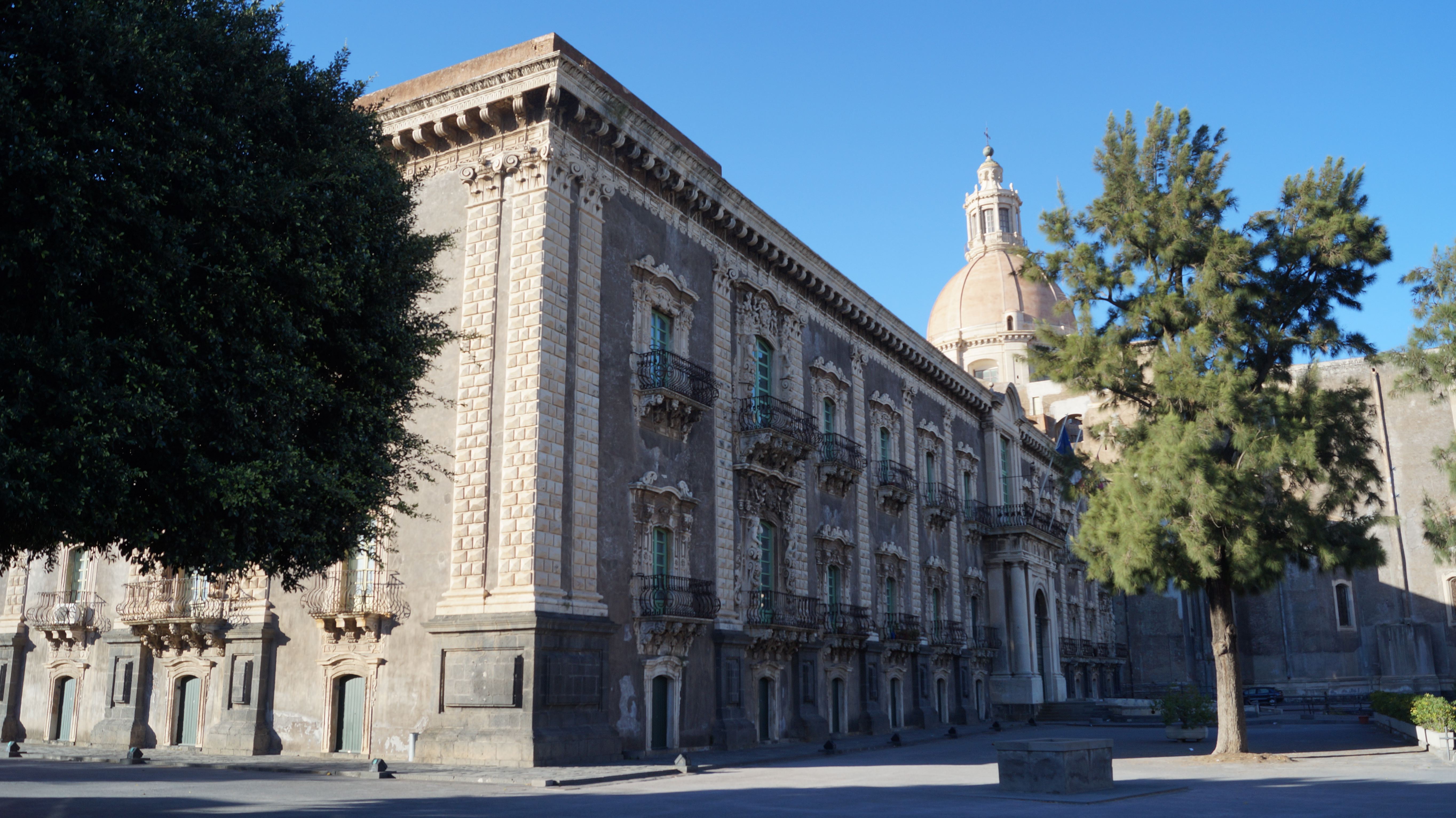
Il Monastero di San Nicolò l'Arena a Catania è il secondo monastero benedettino più grande in Europa. Il primo è a Mafra in Portogallo.

Il numero di monasteri della congregazione crebbe rapidamente: vi si unirono San Benedetto di Polirone (1417), San Paolo fuori le mura (1426), Santi Severino e Sossio di Napoli (1434), San Pietro di Perugia (1436), Santa Maria di Praglia (1448), San Giovanni Evangelista a Parma (1477), San Michele Arcangelo a Montescaglioso (1484), San Colombano a Bobbio (1499), San Nicolò a Catania (1506), la Novalesa (1521); furono annesse la congregazione ligure di San Girolamo della Cervara e la congregazione sicula. Nel 1504 si unì alla congregazione "de Unitate" anche l'abbazia di Montecassino e papa Giulio II mutò il titolo della congregazione in "Cassinese".
Il monastero di Santa Scolastica a Subiaco fu aggregato nel 1516 e quello di Farfa nel 1567: per entrambi fu impossibile eliminare il regime della commenda, ma accanto ai commendatari furono stabiliti degli abati regolari come direttori della comunità monastica.

### Influenza
La diffusione della congregazione rimase limitata alla sola Italia. L'unica eccezione è costituita da Sant'Onorato di Lérins, accettata nel 1516. Ma la congregazione fece sentire la sua influenza anche fuori dal territorio italiano: Ludovico Barbo fu chiamato a redigere le costituzioni per la congregazione spagnola di Valladolid e gli statuti delle congregazioni di San Mauro, dei Santi Vitone e Idulfo, del Portogallo, di Polonia, di Malta (e quelli di tutte le congregazioni benedettine con poteri centralizzati) si ispirarono ai regolamenti di Santa Giustina.
A metà del Seicento la congregazione cassinese comprendeva 62 comunità e oltre 2000 monaci. Nel corso del Settecento iniziarono le soppressioni di monasteri da parte dei governi civili: tali provvedimenti continuarono con la Rivoluzione francese, poi in epoca napoleonica e con le leggi eversive. Questo causò la perdita di quasi tutte le abbazie e la dispersione dei monaci.
L'abate Pietro Francesco Casaretto nel 1851 costituì una provincia sublacense all'interno della Congregazione cassinese con lo scopo di riportare le comunità alla primitiva osservanza, ma i monasteri della provincia finirono per separarsi totalmente (1872) e costituire una congregazione autonoma.

## Governo della congregazione

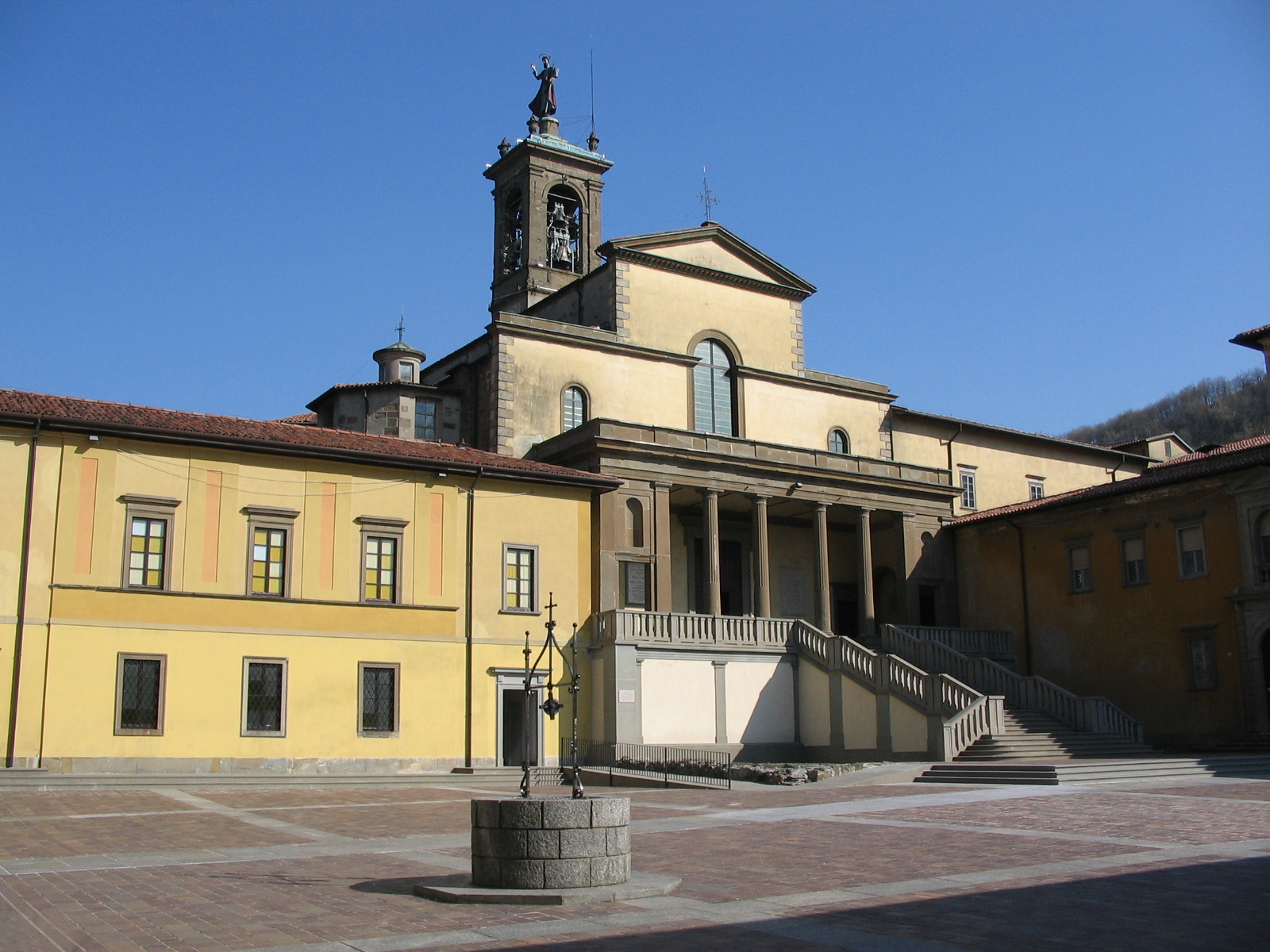
L'Abbazia di San Giacomo Maggiore a Pontida.

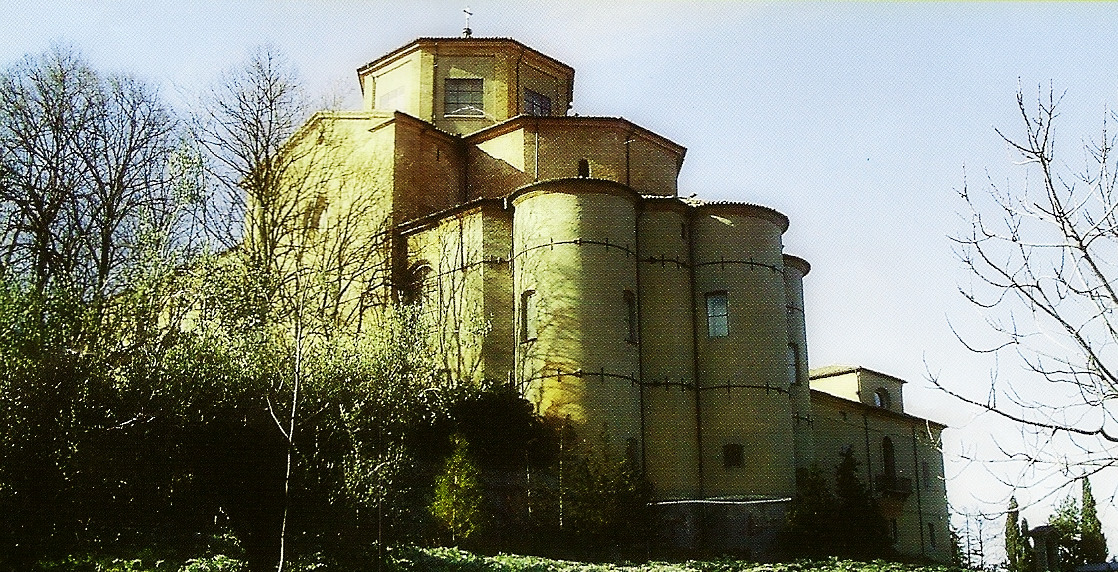
L'Abbazia di Santa Maria del Monte a Cesena.

Inizialmente Ludovico Barbo era l'unico superiore di un monastero aggregato a Santa Giustina a portare il titolo di abate; tutti gli altri erano denominati priori ed erano nominati direttamente dallo stesso Barbo.
Con la bolla di erezione della congregazione, papa Martino V pose la massima autorità della congregazione nel capitolo generale: esso si riuniva annualmente, in tempo di Pasqua, e comprendeva gli abati, i priori conventuali e i delegati eletti dalle singole comunità; era compito del capitolo generale eleggere almeno quattro visitatori, uno dei quali fungeva da presidente della congregazione, e i "definitori", che trattavano e decidevano sulle questioni poste in discussione. Tutte le cariche erano annuali (ma rinnovabili) e, come confermato da papa Eugenio IV con la bolla Etsi ex solicitudinis debito pastoralis del 23 novembre 1432, l'elezione degli abati non spettava alle comunità locali, ma al capitolo generale.
I capitoli generali divennero biennali nel 1670, triennali nel 1680 e sessennali nel 1852.
L'organizzazione della congregazione fu riformata da papa Pio X l'11 luglio 1914 e sostanzialmente confermata da papa Pio XI il 6 aprile 1924: le singole comunità locali avrebbero goduto di larga autonomia e avrebbero eletto i loro abati o priori senza limiti di tempo; l'abate presidente, assieme ai due visitatori che lo avrebbero assistito, sarebbe stato eletto per un mandato di sei anni dal capitolo generale, ma i suoi poteri sarebbero stati piuttosto limitati.
Dopo il Concilio vaticano II il governo della congregazione fu nuovamente riformato: ai capitoli generali, celebrati ogni sei anni, partecipano sia i superiori sia i monaci delegati eletti dalle singole comunità; l'abate presidente è eletto dal capitolo generale ed è rieleggibile; all'abate presidente sono affiancati quattro visitatori, due dei quali semplici monaci; abate presidente e visitatori si riuniscono almeno annualmente nella "dieta di regime" per il disbrigo degli affari ordinari e per esaminare i risultati delle visite alle comunità locali, da effettuare almeno ogni tre anni. Pur nel rispetto dell'autonomia disciplinare e amministrativa dei singoli monasteri, i poteri del governo centrale sono aumentati rispetto alla legislazione precedente.

## Attività e diffusione

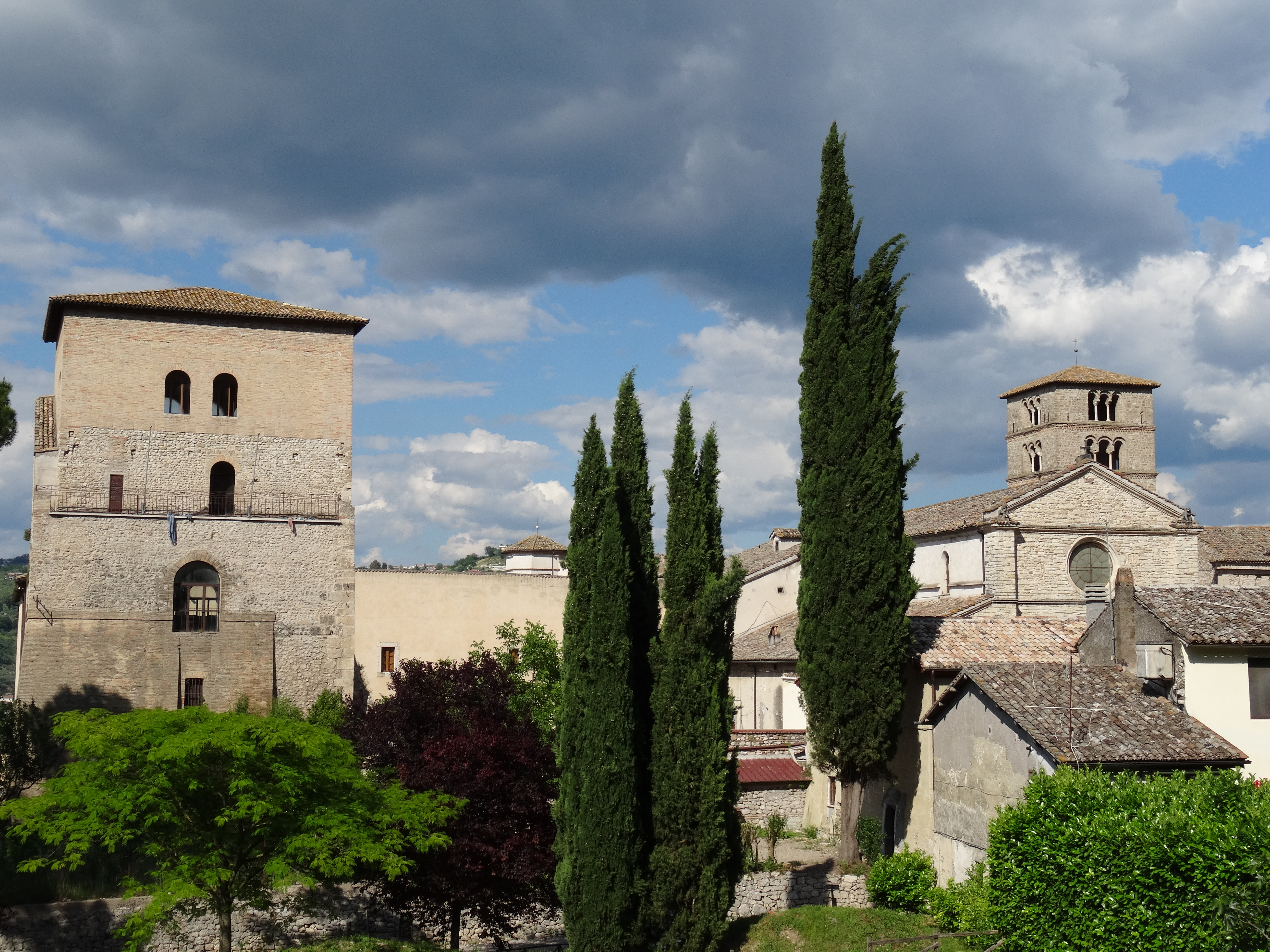
L'abbazia di Farfa.

Le attività e la spiritualità della congregazione cassinese erano quelle della tradizione benedettina, vissuta con modalità diverse in base ai luoghi e alle circostanze: i benedettini cassinesi si dedicavano alla vita claustrale, al culto liturgico e, compatibilmente con la forma di vita monastica, alla cura d'anime, agli studi e all'insegnamento.
I monasteri della congregazione erano tutti in Italia. Essi sono: le abbazie di Montecassino, Cava de' Tirreni, San Paolo fuori le mura, Santa Maria del Monte a Cesena, San Giacomo Maggiore a Pontida e San Martino delle Scale presso Palermo; i priorati conventuali di San Pietro a Modena, San Pietro ad Assisi, San Pietro a Perugia, Santa Maria di Farfa e del Beato Giuseppe Benedetto Dusmet a Nicolosi. La sede della casa generalizia era, di fatto, il monastero retto dall'abate che presiedeva pro tempore la congregazione (nel 2013 l'abate di Pontida, Giordano Rota).
Alla fine del 2011 la congregazione contava 11 case, con 82 membri, di cui 61 sacerdoti.